# Альма Валенсія
Альма Яне Валенсія Еското (ісп. Alma Jane Valencia Escoto; нар. 18 жовтня 1990) — мексиканська борчиня вільного стилю, триразова бронзова призерка Панамериканських чемпіонатів, срібна призерка Панамериканських ігор.

## Біографія
Боротьбою почала займатися з 2007 року. У 2009 році стала бронзовою призеркою Панамериканського чемпіонату з жіночої боротьби серед юніорів у ваговій категорії до 55 кг. На цьому ж турнірі з вільної боротьби, у якому змагалися чоловіки у ваговій категорії до 74 кг, теж здобула бронзову медаль. Наступного року на Панамериканському чемпіонаті з вільної боротьби серед дорослих, у якому змагалися чоловіки у ваговій категорії до 74 кг, посіла п'яте місце. На тому ж турнірі з жіночої боротьби стала третьою у ваговій категорії до 55 кг.
Виступає за борцівський клуб «Халіско», штат Халіско.

## Спортивні результати на міжнародних змаганнях

### Виступи на Олімпіадах
| Змагання                    | Збірна  | Вагова категорія          | Місце |
| --------------------------- | ------- | ------------------------- | ----- |
| Літні Олімпійські ігри 2020 | Мексика | жіноча боротьба, до 57 кг | 11    |

### Виступи на Чемпіонатах світу
| Змагання                        | Збірна  | Вагова категорія          | Місце |
| ------------------------------- | ------- | ------------------------- | ----- |
| Чемпіонат світу з боротьби 2011 | Мексика | жіноча боротьба, до 55 кг | 10    |
| Чемпіонат світу з боротьби 2013 | Мексика | жіноча боротьба, до 55 кг | 24    |
| Чемпіонат світу з боротьби 2014 | Мексика | жіноча боротьба, до 53 кг | 7     |
| Чемпіонат світу з боротьби 2015 | Мексика | жіноча боротьба, до 53 кг | 12    |
| Чемпіонат світу з боротьби 2021 | Мексика | жіноча боротьба, до 57 кг | 10    |
| Чемпіонат світу з боротьби 2023 | Мексика | жіноча боротьба, до 57 кг | 9     |

### Виступи на Панамериканських чемпіонатах
| Змагання                                   | Збірна  | Вагова категорія          | Місце  |
| ------------------------------------------ | ------- | ------------------------- | ------ |
| Панамериканський чемпіонат з боротьби 2010 | Мексика | жіноча боротьба, до 74 кг | 5      |
| Панамериканський чемпіонат з боротьби 2010 | Мексика | жіноча боротьба, до 55 кг | Бронза |
| Панамериканський чемпіонат з боротьби 2011 | Мексика | жіноча боротьба, до 55 кг | Бронза |
| Панамериканський чемпіонат з боротьби 2012 | Мексика | жіноча боротьба, до 55 кг | 5      |
| Панамериканський чемпіонат з боротьби 2013 | Мексика | жіноча боротьба, до 55 кг | Бронза |
| Панамериканський чемпіонат з боротьби 2016 | Мексика | жіноча боротьба, до 53 кг | 7      |
| Панамериканський чемпіонат з боротьби 2021 | Мексика | жіноча боротьба, до 57 кг | 4      |
| Панамериканський чемпіонат з боротьби 2022 | Мексика | жіноча боротьба, до 57 кг | Срібло |

### Виступи на Панамериканських іграх
| Змагання                  | Збірна  | Вагова категорія          | Місце  |
| ------------------------- | ------- | ------------------------- | ------ |
| Панамериканські ігри 2011 | Мексика | жіноча боротьба, до 55 кг | 7      |
| Панамериканські ігри 2015 | Мексика | жіноча боротьба, до 53 кг | Срібло |

### Виступи на Центральноамериканських і Карибських іграх
| Змагання                                     | Збірна  | Вагова категорія          | Місце  |
| -------------------------------------------- | ------- | ------------------------- | ------ |
| Центральноамериканські і Карибські ігри 2010 | Мексика | жіноча боротьба, до 55 кг | Срібло |
| Центральноамериканські і Карибські ігри 2014 | Мексика | жіноча боротьба, до 58 кг | Срібло |
| Центральноамериканські і Карибські ігри 2014 | Мексика | жіноча боротьба, до 53 кг | Золото |

### Виступи на інших змаганнях
| Змагання                                                               | Збірна  | Вагова категорія          | Місце  |
| ---------------------------------------------------------------------- | ------- | ------------------------- | ------ |
| Олімпійський кваліфікаційний турнір з боротьби 2012 (Кіссіммі-Орландо) | Мексика | жіноча боротьба, до 55 кг | Бронза |
| Олімпійський кваліфікаційний турнір з боротьби 2012 (Гельсінкі)        | Мексика | жіноча боротьба, до 55 кг | 16     |
| Гран-прі Іспанії з боротьби 2014                                       | Мексика | жіноча боротьба, до 53 кг | 10     |
| Турнір «Олімпія» 2014                                                  | Мексика | жіноча боротьба, до 55 кг | Золото |
| Відкритий чемпіонат Польщі з боротьби 2014                             | Мексика | жіноча боротьба, до 53 кг | 5      |
| Міжнародний меморіал Дейва Шульца 2015                                 | Мексика | жіноча боротьба, до 55 кг | 4      |
| Кубок Гранми з боротьби 2015                                           | Мексика | жіноча боротьба, до 53 кг | Бронза |
| Турнір «Олімпія» 2015                                                  | Мексика | жіноча боротьба, до 53 кг | Золото |
| Турнір міста Сассарі з боротьби 2015                                   | Мексика | жіноча боротьба, до 53 кг | Бронза |
| Олімпійський кваліфікаційний турнір з боротьби 2016 (Фріско)           | Мексика | жіноча боротьба, до 53 кг | 7      |
| Олімпійський кваліфікаційний турнір з боротьби 2016 (Улан-Батор)       | Мексика | жіноча боротьба, до 53 кг | Бронза |
| Олімпійський кваліфікаційний турнір з боротьби 2016 (Стамбул)          | Мексика | жіноча боротьба, до 53 кг | Бронза |
| Cerro Pelado International 2019                                        | Мексика | жіноча боротьба, до 55 кг | Срібло |
| Олімпійський кваліфікаційний турнір з боротьби 2020 (Оттава)           | Мексика | жіноча боротьба, до 57 кг | Золото |
| Олімпійський кваліфікаційний турнір з боротьби 2024 (Акапулько)        | Мексика | жіноча боротьба, до 57 кг | Бронза |
| Олімпійський кваліфікаційний турнір з боротьби 2024 (Стамбул)          | Мексика | жіноча боротьба, до 57 кг | 13     |

### Виступи на змаганнях молодших вікових груп
| Змагання                                                 | Збірна  | Вагова категорія          | Місце  |
| -------------------------------------------------------- | ------- | ------------------------- | ------ |
| Панамериканський чемпіонат з боротьби серед юніорів 2009 | Мексика | вільна боротьба, до 74 кг | Бронза |
| Панамериканський чемпіонат з боротьби серед юніорів 2009 | Мексика | жіноча боротьба, до 55 кг | Бронза |